# Petrunea
Petrunea è un comune della Moldavia situato nel distretto di Glodeni di 2.190 abitanti al censimento del 2004.